# Jakob Beinhart
Jakob Beinhart, též Jakob Beynhard, Beynhardt, Peynhart, (* kolem 1460, Geislingen an der Steige, Württembersko – kolem 1525, Vratislav) byl pozdně gotický malíř a řezbář působící ve Vratislavi.

## Život
Jakob Beinhart dostal občanství Wroclawi 14. února 1483 a následujícího roku byl přijat do cechu sochařů a malířů. Později byl opakovaně zvolen hlavou cechu (1490–1517). Vlastnil řadu nemovitostí, zejména v obci Nowy Targ. Byl společensky činný, stal se kmotrem řady dětí a staral se o sirotky a vdovy po zemřelých členech cechu. Ve své dílně zaměstnal v letech 1483–1522 celkem 52 tovaryšů, včetně svých bratranců Antonia (1498), (1505) Caspara a Hanse (1506). Další pocházeli kromě Wroclawi také z Drážďan, Plzně nebo Varšavy. Jeho syn Christoff měl od roku 1521 vlastní sochařskou dílnu a roku 1525 převzal dílnu svého zemřelého otce. Zemřel kolem roku 1546.
V Beinhartově dílně se vyškolil také Mistr olomouckých madon

## Dílo

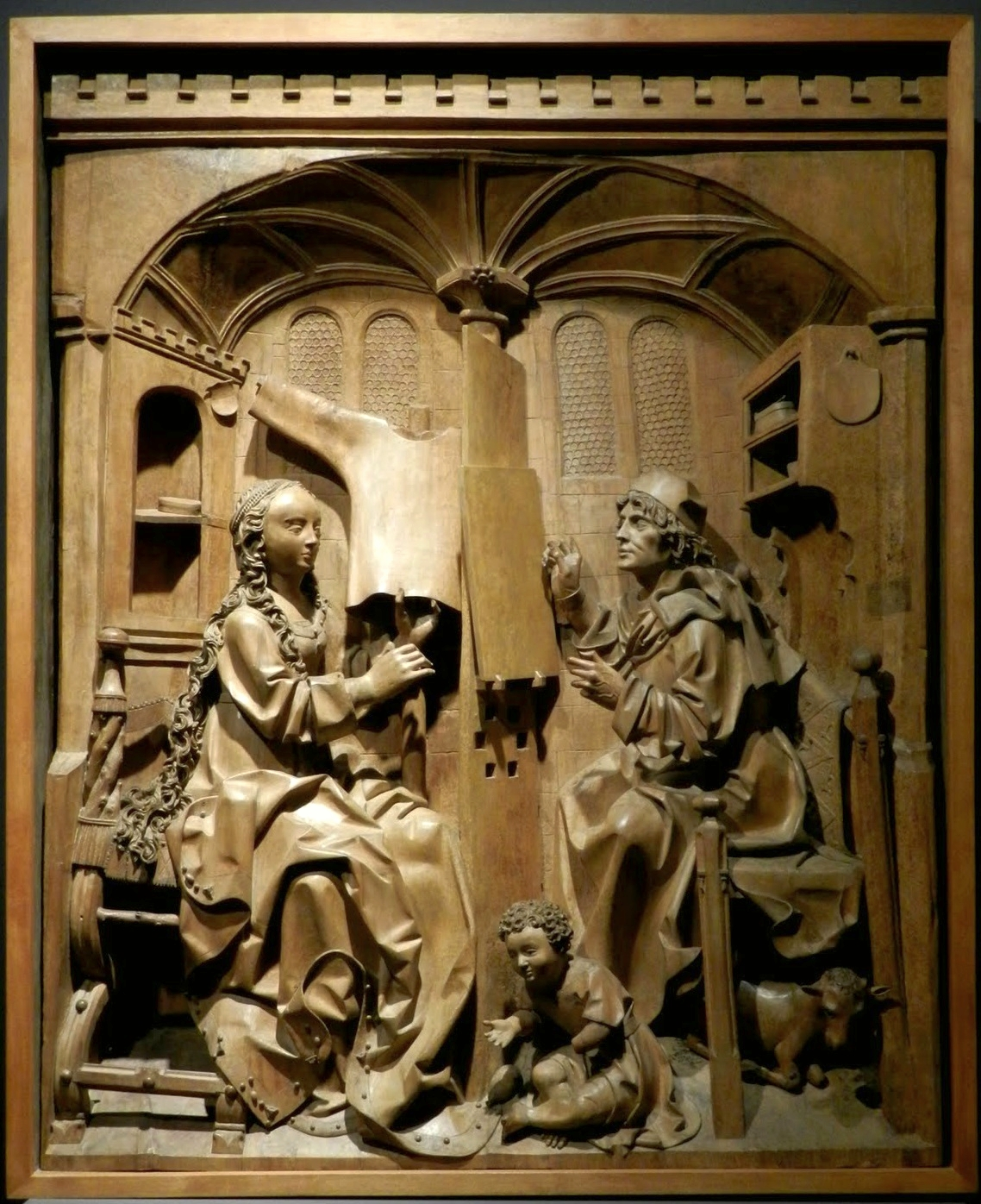
Sv. Lukáš malující Marii

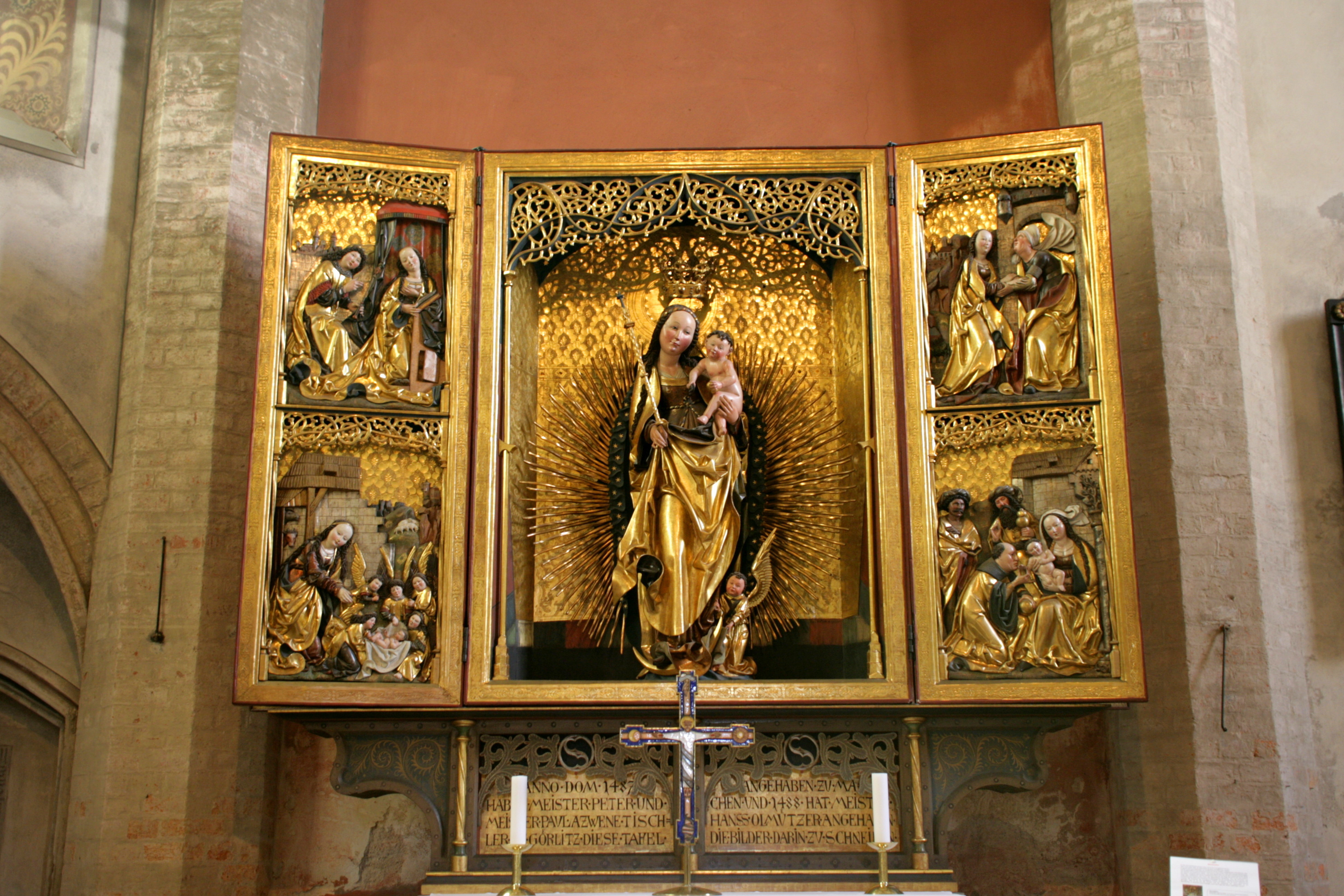
Oltář Zlaté Madony, Görlitz

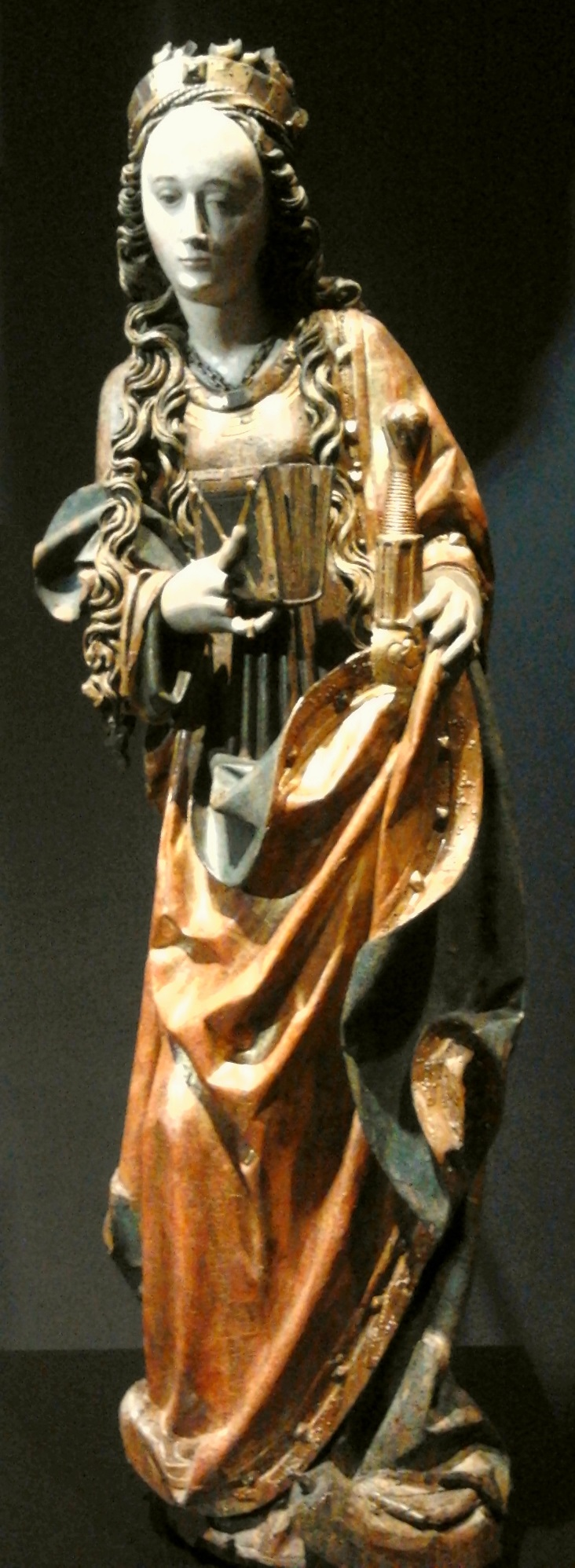
Sv. Kateřina Alexandrijská

Jakob Beinhart byl dobře obeznámen s jihoněmeckým (franckým) sochařstvím a patrně znal díla Veita Stosse v Norimberku a Krakově. Byl nejvýznamnějším slezským sochařem na přelomu 15. a 16. století.
Jediným Beinhartovým podepsaným dílem („Jacob Beynhart 1499“ na podstavci) je pískovcová socha Panny Marie s dítětem na severní stěně sakristie v kostele sv. Maří Magdalény ve Wroclawi (dnes kopie).
Z oltáře sv. Lukáše ve Wroclawi se zachoval panel s řezbou ve vysokém reliéfu, který je nyní umístěn v Galerii středověkého umění ve Varšavském Národním muzeu. Uprostřed bohatě vybavené komory, s gotickou klenbou, pilířem a okny zasklenými malými kruhovými tabulkami, sedí sv. Lukáš a maluje Marii, která tká oděv. Malý Ježíš si hraje na podlaze mezi oběma hlavními figurami. Pod židlí sv. Lukáše je znázorněn jeden z jeho atributů – býk. Tematicky vychází Beinhartova řezba z některých děl nizozemských malířů (Sv. Lukáš malující Marii je znám z díla Rogier van der Weydena a Hanse Memlinga), kompozice je podobná Svaté rodině Veita Stosse.
Beinhartova dílna dodala řadu oltářů do kostelů ve Slezsku a podobně jako dílna Tilmana Riemenschneidera je přestala polychromovat. Opuštěním polychromie soch se v době pozdní gotiky opticky sjednotil povrch řezby a bylo umožněno maximální znázornění detailů a šerosvitný efekt. V zájmu urychleného plnění objednávek došlo k zjednodušení tvůrčího postupu a některé kompozice se opakovaly. Řezby, které jsou dílem spolupracovníků, mají kolísavou kvalitu.

### Známá díla (dílna JB)
- Mariánský oltář kostela Ziębice
- Oltář sv. Lukáše, kostel sv. Maří Magdaleny, Wroclaw
- Polyptych Marie s dítětem, Góra Śląska (dnes katedrála Poznaň)
- Polyptych Marie s dítětem, kostel sv. Kříže, Ścinawa (dnes cisterciácký kostel Krakov)
- Polyptych Korunování Panny Marie, Tymowa (Thiemendorf), Dolnoslezské vojvodství (dnes kostel v Żelichowie)
- Oltář Zlaté Madony, Dreifaltigkeitskirche Görlitz (Zhořelec)
- Triptych sv. Panen, Národní muzeum ve Varšavě
- Sv. Kateřina Alexandrijská, Národní muzeum ve Varšavě
- oltář Nanebevzetí P. Marie z Wielkich Janowic (kolem roku 1520)
- oltář z Pisarzowic – Schreibersdorf (1525)
- Archa Nanebevzetí P. Marie z arciděkanského kostela v Chrudimi (1525)[3]
- Jakob Beinhart – dílna, Rodina Panny Marie ze Stonavy